# Heini Otto
Hendrikus Heini Otto est un footballeur néerlandais né le 24 août 1954. Il évoluait au poste de milieu offensif.

## Biographie

### En équipe nationale
International néerlandais, il reçoit une unique sélection en équipe des Pays-Bas, le 31 mai 1975 lors d'un match amical contre la Yougoslavie,.
Il fait partie du groupe néerlandais lors de l'Euro 1980, sans toutefois jouer de match durant la compétition.

### Entraîneur
Il dirige le HFC Haarlem entre 2000 et 2002.